# Tetraneura aequiunguis
Tetraneura aequiunguis är en insektsart. Tetraneura aequiunguis ingår i släktet Tetraneura och familjen långrörsbladlöss. Inga underarter finns listade i Catalogue of Life.